# Ricardinho
Ricardo Luis Pozzi Rodrigues, ismertebb nevén Ricardinho (São Paulo, 1976. május 23. –) brazil válogatott labdarúgó, edző.

## Pályafutása
A brazil labdarúgó-válogatott tagjaként részt vett a 2002-es és a 2006-os labdarúgó-világbajnokságon, valamint a 2003-as konföderációs kupán.

## Sikerei, díjai

### Klub
- Paraná Clube
  - Campeonato Paranaense: 1995, 1996, 1997
- Corinthians
  - Brazil bajnokság: 1998, 1999
  - Paulista bajnokság: 1999, 2001
  - FIFA-klubvilágbajnokság: 2000
  - Brazil kupa: 2002
  - Torneio Rio – São Paulo: 2002
- Santos FC
  - Brazil bajnokság: 2004
- Beşiktaş JK
  - Török kupa: 2006-07

#### A válogatottban
- Brazília
  - Világbajnokság: 2002

### Menedzser
- Paraná Clube
  - Campeonato Paranaense: 2012
- Santa Cruz
  - Campeonato Pernambucano: 2015